# Paracas
Paracas ist eine Kleinstadt an der Pazifikküste Perus. Beim Zensus 2017 betrug die Einwohnerzahl 2841. Paracas ist Verwaltungssitz des gleichnamigen Distrikts in der Provinz Pisco der Region Ica. Paracas liegt 15 km südlich der Stadt Pisco sowie knapp 220 km südsüdöstlich der Landeshauptstadt Lima.
Auf einer nahegelegenen Halbinsel entdeckte man das Bodenbild „Kandelaber von Paracas“, das um das Jahr 200 v. Chr. entstand.
Südlich von Paracas befindet sich das Nationalreservat Paracas.